# 옐레나 쿠지미나

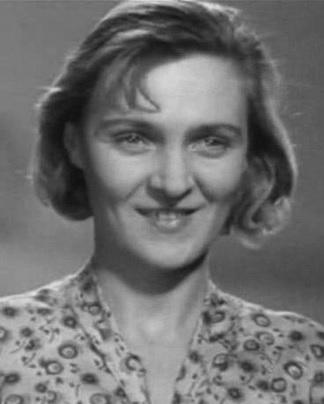
1936년의 옐레나 쿠지미나

옐레나 알렉산드로브나 쿠지미나(러시아어: Еле́на Алекса́ндровна Кузьмина́, 영어: Yelena Aleksandrovna Kuzmina, 1909년 2월 17일 ~ 1979년 10월 15일)는 소련의 배우이다.
트빌리시에서 태어났으며 모스크바에서 사망하였다. 노보데비치 묘지에 매장되었다.

## 영화
- 결투 (1961년)
- 러시아식 질문 (1947년)
- 저 푸른 바다로 (1936년)
- 변경 (1933년)
- 새로운 바빌론 (1929년)